# Flugplatz Hütten-Hotzenwald

i7
i11
i13
Der Flugplatz Hütten-Hotzenwald (ICAO-Code: EDSF) ist ein Sonderlandeplatz östlich der Stadt Wehr auf der Gemarkung der Gemeinde Rickenbach im Südschwarzwald. Er wird von der Luftsportgemeinschaft Hotzenwald e. V. betrieben, einem Zusammenschluss aus den vier Ortsgruppen Wehr, Säckingen, Wiesental und 3-Länder-Eck.

## Geografie
Der Flugplatz liegt drei Kilometer östlich der Stadt Wehr auf der Gemarkung der Gemeinde Rickenbach auf dem Heuberg auf einer Höhe von 886 m ü. NN. Naturräumlich befindet er sich im Vorderen Hotzenwald am Südrand des Schwarzwaldes zum Hochrhein. Weiter nordöstlich steigt das Gelände bis auf etwa 1000 m an. In Richtung Westen fällt das Gelände ins Wehratal ab, südlich erhebt sich der Eggberg mit 709 m Höhe, bevor man in das Rheintal blickt.

## Geschichte
Die Luftsportgemeinschaft Hotzenwald, die den Flugplatz betreibt, besteht seit 1950. Die Segelfluggruppe Wehr, die den Flugplatz Hütten ebenfalls als Heimatflugplatz angibt, besteht seit 1929.

## Flugplatz und Ausstattung
Der Flugplatz ist in erster Linie ein Segelflugplatz. Gestartet wird entweder mit einer Windenstarteinrichtung oder per Schleppflugzeug von der 670 Meter langen Start- und Landebahn. Mit Wirkung vom 31. Juli 2017 wurde der Flugplatz in einen Sonderlandeplatz umgewidmet. Damit entfiel die gesondert zu beantragende Genehmigung für das Schleppflugzeug. Der Flugplatz bekam zudem die Genehmigung für Starts und Landungen von Rettungshubschraubern.
Der Flugplatz hat keine geregelten Betriebszeiten. Der Informationskanal des Flugplatzes liegt auf 125.815 MHz. Der Platz führt die ICAO-Kennung EDSF.
Der Flugplatz besitzt einen Hangar und die bewirtschaftete Fliegerklause.

## Zwischenfälle
- Am 26. Juni 2011 verunglückte ein Luftfahrzeugführer tödlich, kurz nachdem sich das Segelflugzeug vom Schleppseil der Windenstarteinrichtung gelöst hatte.[5]
- Am 20. Mai 2018 verunglückte ein Segelflugzeug beim Start, als die rechte Flügelspitze den Boden berührte. Der Pilot blieb unverletzt, das Fluggerät wurde jedoch zerstört.[6]
- Am 30. Juli 2019 verunglückte ein Flugschüler tödlich, der vom Flugplatz Hütten-Hotzenwald zu einem Alleinflug gestartet war. Laut BFU leitete er eine außerplanmäßige Außenlandung aufgrund mangelnder Erfahrung zu spät ein und konnte das Segelflugzeug bei einer geflogenen 180°-Kehre nicht mehr kontrollieren.[7]

## Verkehr
Der Flugplatz ist von Wehr aus über die Landstraße L 155 und im weiteren Verlauf über die Kreisstraße K 6536 oder von Bad Säckingen aus über die Landstraße L 152 und ab Rickenbach über die Kreisstraße K 6538 zu erreichen.
Der ÖPNV bedient den Flugplatz direkt über die Bushaltestelle Rickenbach Hütten Flugplatz, die sich in Laufweite der Fliegerklause befindet.

## Segelflugplätze in der Umgebung
Der Flugplatz Hütten-Hotzenwald und der Flugplatz Bohlhof sind die einzigen Flugplätze für Segel- und Motorflugzeuge im Hotzenwald. Die weiteren nächstgelegenen Segelflugplätze sind der in der Schweiz gelegene Flugplatz Fricktal-Schupfart im Süden und der Flugplatz Herten-Rheinfelden im Südwesten. Jenseits des Dinkelbergs im Nordwesten liegt der Flugplatz Müllheim, nördlich des Feldbergs das Segelfluggelände Kirchzarten und schließlich nordöstlich das Segelfluggelände Reiselfingen.